# Aeroportul Ukhta
Aeroportul Ukhta (IATA: UCT, ICAO: UUYH) este un aeroport din Uhta, Ukhta Urban Okrug⁠(d), Republica Komi, Rusia ce deservește zona Uhta. Aeroportul a fost tranzitat în 2017 de 82.462 de pasageri. A fost numit după zona deservită.
Situat la o altitudine de 147 m, aeroportul dispune de 1 pistă.

## Infrastructură

### Piste
Aeroportul dispune de o singură pistă. Pista are orientarea 18/36. 